# Hokuma Gurbanova
Hokuma Abbasali gizi Gurbanova (en azerí: Hökümə Abbasəli qızı Qurbanova; Bakú, 11 de junio de 1913 - Bakú, 2 de noviembre de 1988) fue actriz de teatro y de cine de Azerbaiyán, la Artista de Honor de la RSS de Azerbaiyán y de la URSS.

## Biografía
Hokuma Gurbanova nació el 11 de junio (29 de mayo) de 1913. En 1931-1932 estudió piano en la Academia de Música de Bakú.
Hokuma Gurbanova empezó su carrera en 1933 en el estudio de Azerbaijanfilm. Ella jugó el papel “Yakhshi” de la obra “Almas” de Yafar Yabbarlí. Desde 1938 la actriz trabajó en el Teatro Académico Estatal de Drama de Azerbaiyán. Hokuma Gurbanova fue miembro de la Unión de Cineastas de Azerbaiyán y diputada del Sóviet Supremo de la RSS de Azerbaiyán.
Hokuma Gurbanova murió el 2 de noviembre de 1988 y  fue enterrado en el Callejón de Honor.

## Actividades

### En teatro
- ”Vagif” de Samad Vurgun - Tamara
- ”Farhad y Shirin” de Samad Vurgun – Shirin
- ”Javanshir” de Mehdi Huseyn – Reyhan
- ”La novia del fuego” de Yafar Yabbarlí - Banovsha
- ”Antonio y Cleopatra” de William Shakespeare

### Filmografía
- 1936 – “Almas”
- 1943 – “Una familia”[3]
- 1959 – “¿Puede perdonarlo?”
- 1961 – “El profesor de la vida”
- 1962 – “Yo bailaré”
- 1965 – “Bufanda de lana”
- 1972 – “Habib”

## Premios y títulos
- Artista de Honor de la RSS de Azerbaiyán (1943)
- Orden de la Insignia de Honor (1949)
- Orden de Lenin (1959)
- Artista del Pueblo de la RSS de Azerbaiyán (1960)
- Artista del pueblo de la URSS (artes escénicas) (1965)
- M. F. Akhundov Premio Estatal de la RSS de Azerbaiyán (1965)
- Orden de la Bandera Roja del Trabajo (1973)